# Huexoapa, Hidalgo
Huexoapa är en ort i Mexiko.   Den ligger i kommunen Yahualica och delstaten Hidalgo, i den sydöstra delen av landet, 170 km norr om huvudstaden Mexico City. Huexoapa ligger 769 meter över havet och antalet invånare är 183.
Terrängen runt Huexoapa är kuperad. Runt Huexoapa är det ganska tätbefolkat, med 100 invånare per kvadratkilometer. Närmaste större samhälle är Xochiatipan de Castillo, 16,1 km öster om Huexoapa. I omgivningarna runt Huexoapa växer huvudsakligen savannskog.